# Stotzas der Jüngere
Stotzas der Jüngere (Stotzas junior, eigentlich Johannes; † 546 in Konstantinopel) war ein maurischer Militärführer. Er rebellierte 545 in Africa gegen die Herrschaft des oströmischen Kaisers Justinian I.

## Leben
Seit der Rückeroberung der nordafrikanischen Provinzen durch Belisar 533/34  sahen sich die Oströmer mehrfach mit maurischen und vandalischen Aufständen konfrontiert. Nach der Niederschlagung der Rebellion des Stotzas (545)  wählten die Aufständischen den Johannes zu ihrem Anführer, wobei er den Spitznamen Stotzas junior erhielt. Er unterstützte den vandalischen Restaurationsversuch des dux Numidiae Guntarith, der sich im Frühjahr 546 der Provinz Africa proconsularis bemächtigte und den kaiserlichen Statthalter Areobindus in Karthago umbringen ließ. Als Guntarith zur Festigung seines Regimes mit Säuberungsaktionen und Massenhinrichtungen begann, veranlasste der strategos Artabanes fünf Wochen nach Ausbruch der Rebellion bei einem Gelage die Ermordung des Usurpators. Johannes, der sich in eine Kirche geflüchtet hatte, wurde von Artabanos festgenommen und in Ketten nach Konstantinopel geschickt, wo er gekreuzigt worden sein soll.